# ابوالحسن علی (آل مأمون)
ابوالحسن علی دومین فرمانروای آل مأمون خوارزم بود که از ۹۹۷ تا زمان مرگش در ۱۰۰۹ بر این منطقه حکومت کرد. او جانشین پدرش ابوعلی مأمون بن محمد شد و پس وی برادرش ابوالعباس مأمون به حکومت رسید. اطلاعات زیادی دربارهٔ وی در دست نیست.